# 綾岡輝松
綾岡 輝松（あやおか きしょう、文化14年〈1817年〉 - 明治20年〈1887年〉5月24日）とは、江戸時代後期から明治時代にかけての浮世絵師、書家。

## 来歴
本姓は池田、通称は奈良屋吉兵衛。輝松と号す。江戸日本橋の呉服屋に生れる。はじめ本石川町川岸に住む。絵を柴田是真、書を中川憲斎に学ぶ。作画期は嘉永から明治にかけてで、団扇絵の意匠に巧みで能書家でもあり、摺物も残している。嘉永3年（1850年）、湯島天神に迷子石を奉納しこれが迷子石の流行の始めとなる。享年76。子に綾岡有真がいる。

## 作品
- 「函館港船場町三菱支社真景之図」　錦絵
- 「沓付双六」　大倍判錦絵　※万延元年（1860年）
- 「東都築地ホテル館之図」　錦絵　三康図書館所蔵　※慶応4年（1868年）